# Abbamania
Abbamania är ett hyllningsalbum till den svenska popgruppen Abba, från 1999. Det följde på ett ITV-program med samma namn och där det medverkade ett antal olika brittiska artister som gjorde covers på Abba:s sånger.
Medleyt "Thank Abba for the Music" nådde bland annat en åttonde placering i Sverige  och en fjärde placering i Storbritannien. 

## Låtlista
1. "Money, Money, Money" - Madness
2. "Lay All Your Love on Me" - Steps
3. "I Have a Dream" - Westlife
4. "Chiquitita" - Stephen Gately
5. "Gimme! Gimme! Gimme! (A Man After Midnight)" - Denise Van Outen
6. "Voulez Vous" - Culture Club
7. "Mamma Mia" - Martine McCutcheon
8. "Dancing Queen" - S Club 7
9. "I Know Him So Well" - Steps
10. "Does Your Mother Know" - B*Witched
11. "The Winner Takes It All" - The Corrs
12. "Thank Abba for the Music" - Steps, Tina Cousins, Cleopatra, B*Witched, Billie Piper (Framfördes live på Brit Awards 1999)